# Time Is Running Out
Time Is Running Out è un singolo del gruppo musicale britannico Muse, pubblicato l'8 settembre 2003 come secondo estratto dal terzo album in studio Absolution.

## Descrizione
È tra gli ultimi brani composti per Absolution. Durante la sua composizione il gruppo aveva idea di realizzare qualcosa simile a Billie Jean di Michael Jackson, ma successivamente l'idea fu abbandonata man mano che la struttura del brano veniva completata.
Inoltre è stato il primo singolo del gruppo ad entrare nella Top 10 della Official Singles Chart britannica, posizionandosi all'ottava posizione.

## Video musicale
Il video, diretto da John Hillcoat, mostra una rappresentazione basata sull'idea di un governo segreto che invece di prendere decisioni sull'andamento del mondo si siede intorno ad un tavolo a perdere tempo giocando tra di loro. Per la registrazione del video, il gruppo ha dovuto eseguire il pezzo al doppio della velocità per far in modo che i ballerini andassero a tempo nell'eseguire le varie coreografie danzanti. L'immagine che ha ispirato il regista del tavolo dove si incontrano i vari militari è un omaggio al film del 1964 di Stanley Kubrick Il dottor Stranamore - Ovvero: come ho imparato a non preoccuparmi e ad amare la bomba mentre l'idea della danza sincronizzata alla canzone voluta dal frontman Matthew Bellamy è liberamente ispirato al video dei Daft Punk Around the World. L'insieme delle due idee ha dato origine al risultato finale.
Esiste anche un video alternativo, diretto da Tom Kirk e pubblicato per il mercato statunitense.

## Tracce
Testi di Matthew Bellamy, musiche di Matthew Bellamy, Dominic Howard e Chris Wolstenholme.
CD singolo (Europa)
1. Time Is Running Out – 3:56
2. The Groove – 2:38
3. Stockholm Syndrome (Video) – 4:59

CD singolo (Australia)
1. Time Is Running Out – 3:56
2. The Groove – 2:38
3. Time Is Running Out (Video) – 3:56
4. Time Is Running Out (Making of Video) – 2:00

DVD (Regno Unito)
1. Time Is Running Out – 3:56
2. Time Is Running Out (Video) – 3:58
3. The Making of Time Is Running Out (Video) – 2:00

7" (Regno Unito), download digitale
1. Time Is Running Out – 3:58
2. The Groove – 2:38

## Formazione
- Matthew Bellamy – voce, chitarra, tastiera
- Chris Wolstenholme – basso, cori
- Dominic Howard – batteria, percussioni

## Classifiche
| Classifica (2003-04)       | Posizione massima |
| -------------------------- | ----------------- |
| Belgio (Vallonia)          | 63                |
| Francia                    | 58                |
| Germania                   | 90                |
| Irlanda                    | 26                |
| Italia                     | 14                |
| Paesi Bassi                | 50                |
| Regno Unito                | 8                 |
| Regno Unito (rock & metal) | 1                 |
| Stati Uniti (alternative)  | 9                 |
| Svizzera                   | 38                |